# Kanadas Grand Prix 2023
Kanadas Grand Prix 2023, officiellt Formula 1 Pirelli Grand Prix du Canada 2023, var ett Formel 1-lopp som kördes den 18 juni 2023 på Circuit Gilles Villeneuve i Montréal i Kanada. Loppet var det nionde loppet ingående i Formel 1-säsongen 2023 och kördes över 70 varv.

## Bakgrund
| Pos. | Förare          | Poäng |
| ---- | --------------- | ----- |
| 1    | Max Verstappen  | 170   |
| 2    | Sergio Pérez    | 117   |
| 3    | Fernando Alonso | 99    |
| 4    | Lewis Hamilton  | 87    |
| 5    | George Russell  | 65    |

| Pos. | Konstruktör           | Poäng |
| ---- | --------------------- | ----- |
| 1    | Red Bull              | 287   |
| 2    | Mercedes              | 152   |
| 3    | Aston Martin-Mercedes | 134   |
| 4    | Ferrari               | 100   |
| 5    | Alpine-Renault        | 40    |

- Notering: Endast de fem bästa placeringarna i vardera mästerskap finns med på listorna.

### Deltagare
Förarna och teamen var desamma som säsongens anmälningslista utan ytterligare förare för tävlingen.

### Däckval
Däckleverantören Pirelli tar med sig däckblandningarna C3, C4 och C5 (betecknade hårda, medium respektive mjuka) för stallen att använda under tävlingshelgen.

## Träningspassen
Första träningspasset började klockan 13.30 lokal tid (UTC-4) på fredagen men avbröts efter tio minuter på grund av tekniska problem. Detta resulterade i att andra träningspasset, senare på fredagseftermiddagen blev en halvtimme längre. Ett tredje träningspass kördes på lördagen.

## Kvalet
Kvalet kördes klockan 16.00 lokal tid (UTC-4) på lördagen den 17 juni 2023.
| Pos.                    | Nr. | Förare           | Konstruktör                  | Kvaltider | Kvaltider | Kvaltider | Start- grid |
| Pos.                    | Nr. | Förare           | Konstruktör                  | Q1        | Q2        | Q3        | Start- grid |
| ----------------------- | --- | ---------------- | ---------------------------- | --------- | --------- | --------- | ----------- |
| 1                       | 1   | Max Verstappen   | Red Bull Racing-Honda RBPT   | 1:20.851  | 1:19.092  | 1:25.858  | 1           |
| 2                       | 27  | Nico Hülkenberg  | Haas-Ferrari                 | 1:22.730  | 1:20.305  | 1:27.102  | 51          |
| 3                       | 14  | Fernando Alonso  | Aston Martin Aramco-Mercedes | 1:21.481  | 1:19.776  | 1:27.286  | 2           |
| 4                       | 44  | Lewis Hamilton   | Mercedes                     | 1:21.554  | 1:20.426  | 1:27.627  | 3           |
| 5                       | 63  | George Russell   | Mercedes                     | 1:21.798  | 1:20.098  | 1:27.893  | 4           |
| 6                       | 31  | Esteban Ocon     | Alpine-Renault               | 1:22.114  | 1:20.406  | 1:27.945  | 6           |
| 7                       | 4   | Lando Norris     | McLaren-Mercedes             | 1:21.998  | 1:19.347  | 1:28.046  | 7           |
| 8                       | 55  | Carlos Sainz Jr. | Ferrari                      | 1:22.248  | 1:19.856  | 1:29.294  | 112         |
| 9                       | 81  | Oscar Piastri    | McLaren-Mercedes             | 1:22.190  | 1:19.659  | 1:31.349  | 8           |
| 10                      | 23  | Alexander Albon  | Williams-Mercedes            | 1:21.938  | 1:18.725  | DNF       | 9           |
| 11                      | 16  | Charles Leclerc  | Ferrari                      | 1:21.843  | 1:20.615  | N/A       | 10          |
| 12                      | 11  | Sergio Pérez     | Red Bull Racing-Honda RBPT   | 1:22.151  | 1:20.959  | N/A       | 12          |
| 13                      | 18  | Lance Stroll     | Aston Martin Aramco-Mercedes | 1:22.677  | 1:21.484  | N/A       | 163         |
| 14                      | 20  | Kevin Magnussen  | Haas-Ferrari                 | 1:22.351  | 1:21.678  | N/A       | 13          |
| 15                      | 77  | Valtteri Bottas  | Alfa Romeo-Ferrari           | 1:22.332  | 1:21.821  | N/A       | 14          |
| 16                      | 22  | Yuki Tsunoda     | AlphaTauri-Honda RBPT        | 1:22.746  | N/A       | N/A       | 194         |
| 17                      | 10  | Pierre Gasly     | Alpine-Renault               | 1:22.886  | N/A       | N/A       | 15          |
| 18                      | 21  | Nyck de Vries    | AlphaTauri-Honda RBPT        | 1:23.137  | N/A       | N/A       | 17          |
| 19                      | 2   | Logan Sargeant   | Williams-Mercedes            | 1:23.337  | N/A       | N/A       | 18          |
| 20                      | 24  | Zhou Guanyu      | Alfa Romeo-Ferrari           | 1:23.342  | N/A       | N/A       | 20          |
| 107 %-gränsen: 1:26.510 |     |                  |                              |           |           |           |             |
| Källor:                 |     |                  |                              |           |           |           |             |